# Conquistador

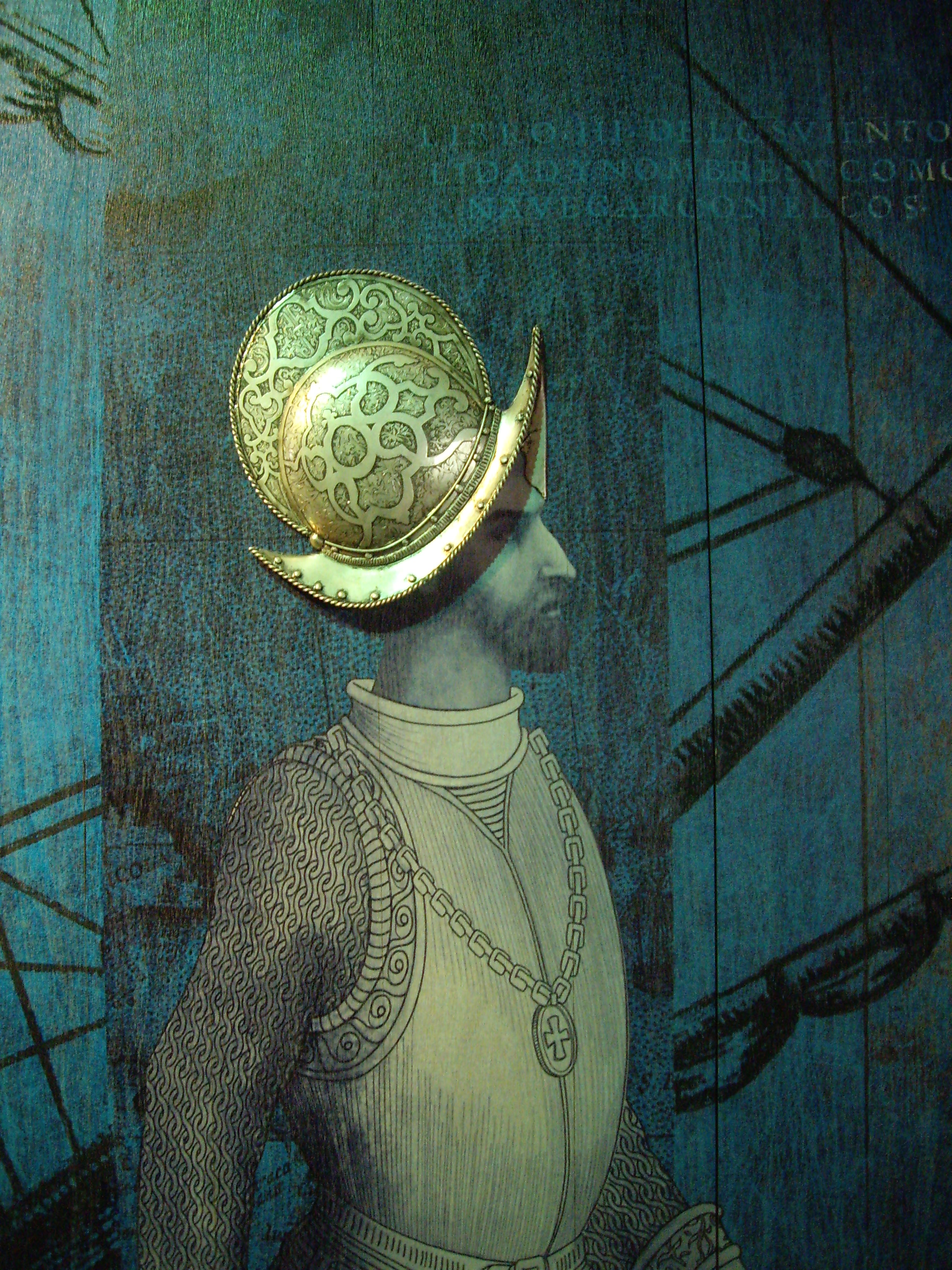
Conquistador espanyol, Pavelló de la navegació de Sevilla, Espanya.

El terme conquistadors (o conqueridors) es refereix de forma genèrica als soldats i exploradors castellans que durant els segles xvi i xvii van conquerir grans extensions del territori d'Amèrica i Filipines, incorporant-les als dominis de la Monarquia espanyola. L'exploració i conquesta d'Amèrica va tenir lloc durant l'anomenada era dels descobriments, la qual va seguir a l'arribada de Cristòfor Colom el 1492. La 'conquesta' com a tal va ser abolida oficialment el 1573 mitjançant un decret del rei Felip II, el qual prohibia els actes de conquesta, denominant-se d'ara endavant de pacificació les campanyes dutes a terme per les forces hispanes als territoris indians. Va durar fins a la creació de les capitanies i els virregnats. Aquesta etapa de la història, que es coneix com l'Època de La Conquesta, no va superar els cent anys. La conquesta va ser abolida oficialment el 13 de juny de 1573 amb la publicació de les ordenances sobre descobriments, i el terme conquesta reemplaçat pel de pacificació.

## La conquesta espanyola d'Amèrica

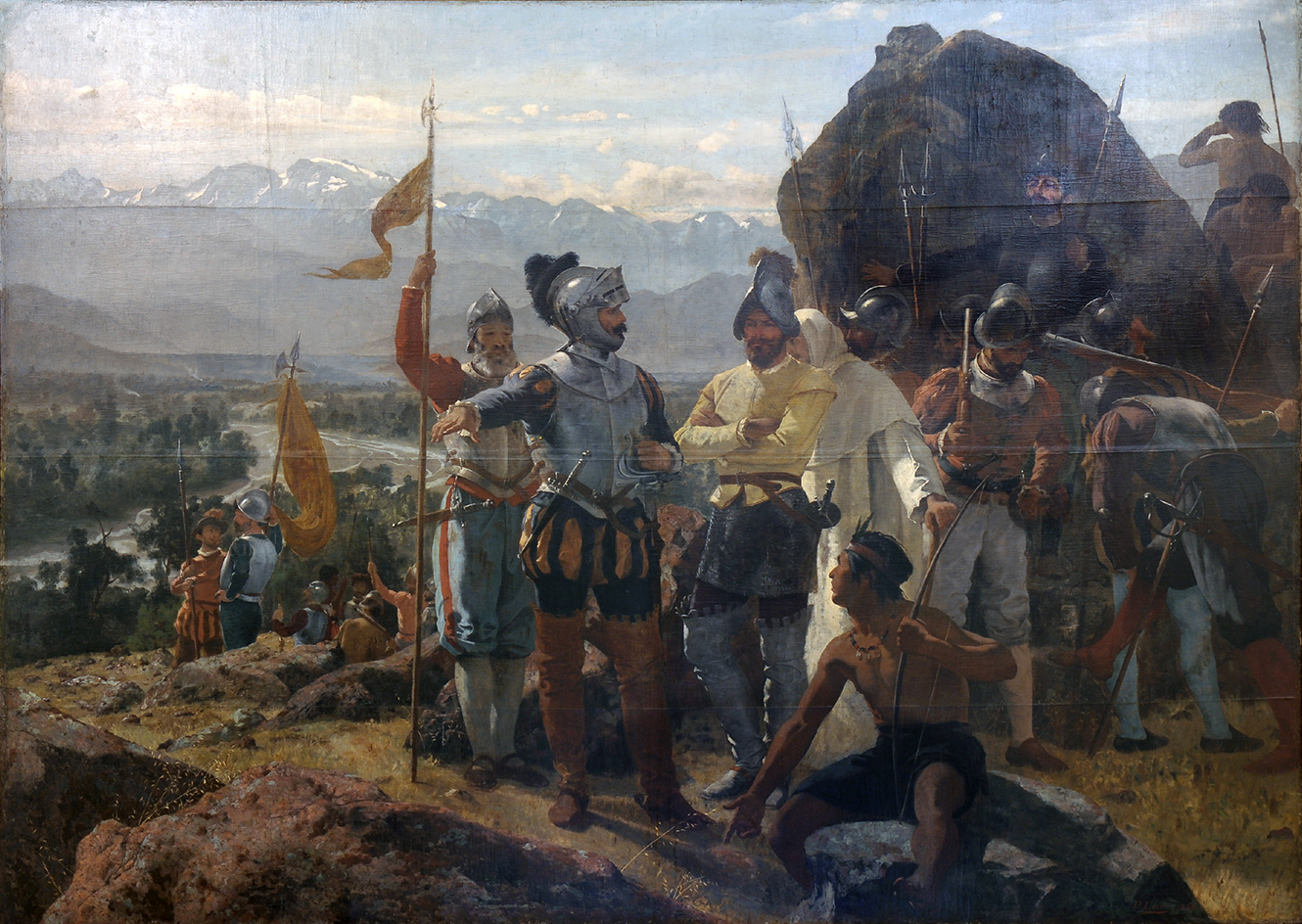
Fundació de Santiago de Nova Extremadura, actual Santiago de Xile, pel conquistador Pedro de Valdivia.

Els cronistes de l'època solen descriure la Conquesta d'Amèrica com una epopeia heroica. L'extensió de territoris que va abastar i el curt espai de temps en el qual va succeir, no tenen parangó en la història de les conquestes europees. Altres cròniques, com els testimoniatges dels pobles indígenes i de frares espanyols, han presentat la Conquesta d'Amèrica com un fet moralment qüestionable, mogut per l'explotació de recursos naturals i caracteritzat per una invasió militar i cultural que va acabar per extingir en bona part les tradicions vernacles del continent descobert. La conquesta, no obstant això, va tenir motivacions tant materials com espirituals, sent un dels grans objectius dels monarques espanyols l'evangelització dels pobles indígenes. La Conquesta d'Amèrica també va ser diferent a altres conquestes europees per incorporar, per primera vegada en la història, una legislació per a la protecció dels pobles indígenes. Les Lleis de Burgos de 1512 van establir la condició d'home lliure dels indígenes, amb la prohibició expressa de ser explotats, sense perjudici de l'obligació de treballar a favor de la corona com a súbdits d'aquesta. Més tard van ser promulgades les Lleis Noves de 1542, unes Lleis i ordenances novament fetes per la seva Majestat per a la governació de les Índies i pel bon tractament i conservació dels Indis que revisaven el sistema d'encomanes concedint una sèrie de drets als habitants indígenes per millorar les seves condicions de vida.
Els historiadors han destacat la brevetat del procés de conquesta, esmentant també les adverses conseqüències demogràfiques després de l'arribada dels europeus, especialment per les malalties portades pels viatgers transcontinentals, que es van expandir ràpidament cobrant-se la vida de molts aborígens, els quals no tenien defenses biològiques per a aquestes malalties. Com a exemple està el cas dels inques, delmats per una epidèmia de verola que a més va causar la mort del seu emperador Huayna Cápac, la qual cosa va desencadenar en una Guerra civil inca.
Historiadors de diferent procedència i època han lloat o criticat la Conquesta d'Amèrica depenent del seu punt de vista. En explicades ocasions s'ha descrit la Conquesta amb una visió raonablement neutral. El periodista nord-americà Charles C. Mann diu:
| « | Quan em disposo a escriure per a la gent d'avui i del futur, sobre la conquesta i els descobriments fets aquí al Perú, no puc més que reflexionar que estic tractant amb un dels assumptes més grans dels quals un possiblement pugui escriure en tota la creació quan respecta a la història secular. On abans han vist els homes les coses que ells han vist aquí? I pensar que Déu ha permès que alguna cosa tan gran romangués amagat del món per un temps tan llarg, desconegut als homes, i després deixat per ser trobat, descobert i guanyat tot en el nostre temps! | » |

Per la seva banda, Fra Bernardino Sahagún va enunciar:
| « | Això a la lletra ha esdevingut a aquests indis, amb els espanyols, perquè van ser tan atropellats i destruïts ells i totes les seves coses, que cap aparença els va quedar del que eren abans. | » |

Fra Bartolomé de las Casas considerava la Conquesta d'Amèrica com una de les «meravelles» del món. No obstant això, la definia també com «la destrucció de les Índies»:

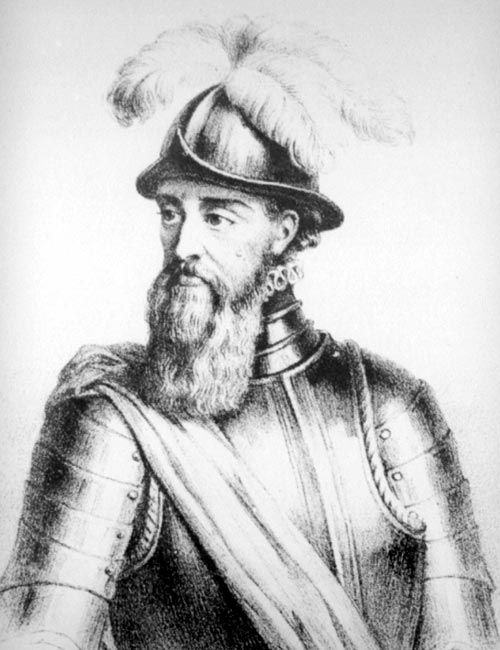
Francisco Pizarro, conquistador del Perú.

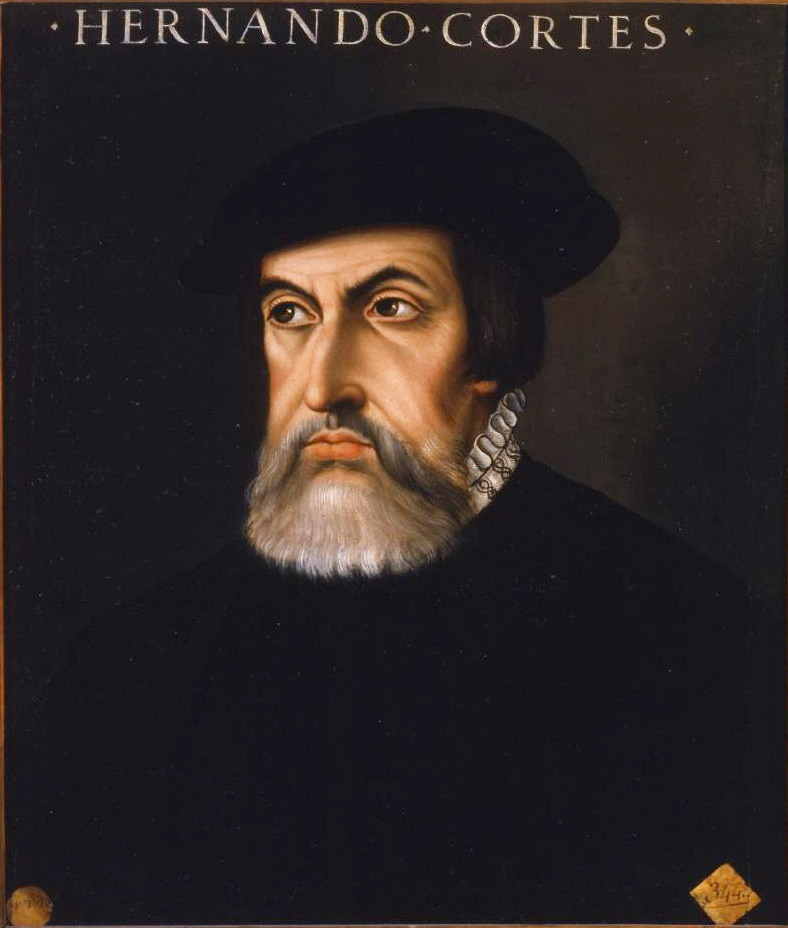
Hernán Cortés, conquistador de Mèxic.

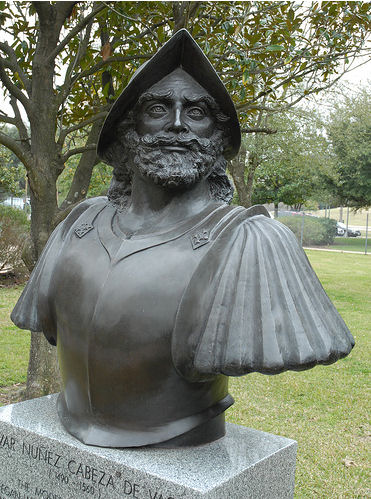
Cabeza de Vaca, conquistador i explorador espanyol.

| « | A aquestes ovelles manses, i de les qualitats susdites pel seu Creador així dotades, van entrar els espanyols, per descomptat que les van conèixer, com a llops i tigres i lleons cruelíssims de molts dies famolencs. I una altra cosa no han fet de quaranta anys a aquesta part, fins avui, i avui en aquest dia ho fan, sinó esbocinar-les, matar-les, angoixar-les, afligir-les, turmentar-les i destruir-les per les estranyes i noves i diverses i mai vistes ni llegides ni sentides maneres de crueltat. | » |

 Alguns historiadors consideren aquestes afirmacions tergiversades i una mica exagerades. Molts cronistes del nord d'Europa, es van basar inicialment en els escrits de Bartolomé de las Casas per crear una propaganda destinada a embrutar i menysprear el nom d'Espanya i dels espanyols. És el que es coneix com la Llegenda Negra, creada per certs països enemics d'Espanya per crear animadversió contra ella.

## Factors que van afavorir a la conquesta espanyola

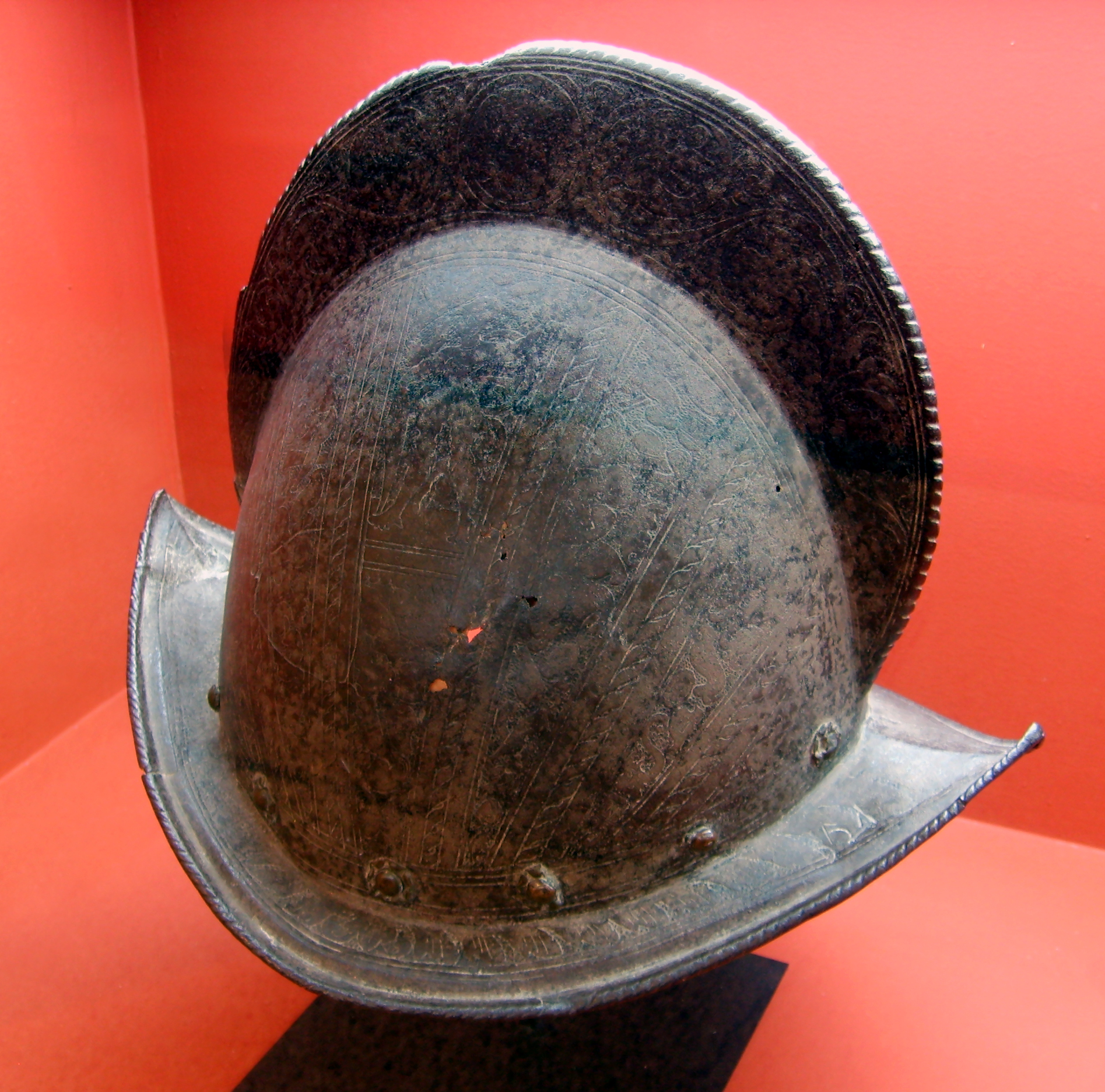
El morrió era el casc arquetípic del conqueridor espanyol. Aquest és un morrió fet de ferro.

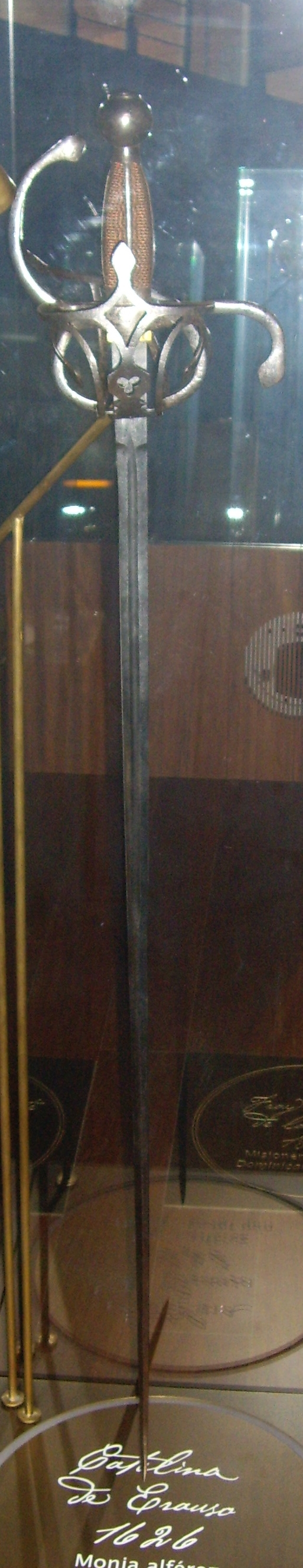
Espasa d'acer toledà com les usades en la conquesta d'Amèrica. Poden observar-se en la seva empunyadura la cassola, els aretes i el guardamans. Exposada en el Pavelló de la navegació de Sevilla, Espanya.

Si bé els avanços tecnològics i culturals van jugar el paper més important en les empreses dels conqueridors, un factor col·lateral van ser les malalties portades pels viatgers, especialment la verola. Hi ha qui afirma que van aniquilar poblacions senceres abans del mateix contacte amb els espanyols.
Un altre factor fonamental va ser l'habilitat dels conqueridors d'aliar-se amb pobles indígenes gràcies a l'enemistat existent entre alguns pobles, bé recolzant a un dels bàndols d'una guerra anual, com en el cas de l'Imperi Inca, o aliant-se amb els grups sotmesos pel regne que es pretenia conquerir, com va ser el cas de l'Imperi Asteca.
Militarment els conqueridors posseïen alguns avantatges tecnològics sobre els pobles originaris, especialment la tecnologia de la navegació oceànica amb velam, les armes de foc, el ferro i l'acer. D'altra banda les civilitzacions originàries tenien l'avantatge numèric, si bé les desunions i enemistats entre els pobles indígenes van jugar a favor dels espanyols. En tots els casos les nacions indígenes la conquesta de les quals pretenien els espanyols superaven a aquests en nombre: de mitjana els espanyols peninsulars mai van superar el 2% de la població d'Amèrica. No obstant això, era habitual que els conqueridors espanyols realitzessin aliances per formar exèrcits nombrosos. L'exèrcit amb el qual Hernán Cortés va atacar Tenochtitlán estava integrat per 200.000 soldats indígenes, No obstant això, a nivell tàctic els espanyols eren molt superiors als asteques i inques. Mentre els indígenes tractaven de capturar presoners per sacrificar als seus déus amb un objectiu ritual, els espanyols solien matar a l'enemic en el cos a cos amb un objectiu estratègic, la qual cosa unit al seu armament més eficaç causava gran mortalitat entre els indis.
No es coneixien el ferro ni l'acer a Amèrica fins a l'arribada dels espanyols, malgrat que moltes civilitzacions americanes havien desenvolupat mètodes avançats per al tractament i la fosa dels metalls (or, plata, bronze, estany i coure). Aquest coneixement es va aplicar principalment per a l'elaboració d'objectes religiosos, artístics i simbòlics, així com d'utensilis domèstics d'ús quotidià. Només els quetxuas i els purépetxas elaboraven armes de coure, però aquestes no aconseguien el tall i la duresa del ferro o de l'acer.
Els cascos i les armadures de ferro que van utilitzar els conqueridors van constituir un important factor de defensa personal, dissenyades per resistir projectils o ballestes de les guerres europees, i eren de sobres resistents a les armes indígenes. No obstant això, la depurada tecnologia tèxtil de les civilitzacions andines, que permetia teixits de fins a 500 fils per polzada estructurats en capes successives, els va permetre desenvolupar eficients armadures de teixit embuatat (l'escaupil) que van ser adoptades finalment pels espanyols, abandonant els seus cascos i cuirasses metàl·liques, ja que aquestes no eren adequades per a climes tropicals, tant per la calor que donava als portadors com per la corrosió que sofrien.
L'arma principal dels exèrcits andins era la profunda, realitzada amb teixits, amb la qual llançaven pedres escalfades fins al vermell viu, embolicades en cotó i brea. Utilitzant aquestes armes els quetxuas van arrasar Cuzco, ocupada pels espanyols el 1536.
En el primer moment de la conquesta les armes de foc, i especialment els Arcabussos i els mosquets, van causar gran impressió a causa del soroll, però el seu efecte militar va ser escàs. Les espases d'acer i ferro, els ganivets i les armadures van demostrar ser molt més efectius militarment. Per aquesta raó, quan aconseguien el domini d'alguna nació, els espanyols prohibien l'accés a les armes de ferro per part dels pobladors sotmesos.
L'arc i la ballesta van ser utilitzats pels conqueridors per a la caça i la guerra quan les armes de foc o la pólvora eren inassequibles a causa de dificultats econòmiques o per l'aïllament.
Els animals van ser un altre factor militar. D'una banda, la introducció del cavall per part dels espanyols, els va permetre en alguns casos moure's amb rapidesa i llançar ràpids atacs. No obstant això, a les zones muntanyenques i selvàtiques, els espanyols es van mostrar menys adaptats tecnològicament que les cultures indígenes, que utilitzaven la llama i tècniques especials per construir camins i ponts adaptats a aquest tipus de terrenys. En alguns casos els pobles originaris, principalment a Amèrica del Nord, l'Araucania, la Pampa i la Patagònia, es van apropiar del cavall i van desenvolupar tècniques d'ensinistrament i munta, i es van tornar un factor decisiu per rebutjar als conqueridors. Els espanyols van utilitzar també gossos de presa per rastrejar i atacar indígenes i esclaus en la selva i en els boscos.
El factor decisiu en la derrota de les civilitzacions americanes va ser la caiguda dels seus líders i emperadors, encara que possiblement va tenir algun paper el col·lapse demogràfic. Entre els investigadors i sectors socials no hi ha consens sobre les causes d'aquest col·lapse, atribuint-los uns a un genocidi, uns altres a la introducció de noves malalties i un tercer grup a una combinació d'ambdues causes. L'investigador nord-americà H.F. Dobyns ha calculat que el 95% de la població total d'Amèrica va morir en els primers 130 anys després de l'arribada de Colom. Per la seva banda, Cook i Borak, de la Universitat de Berkeley, van establir després de dècades de recerca, que la població de Mèxic va disminuir de 25,2 milions el 1518 a 700.000 persones el 1623, menys del 3% de la població original. El 1492 Espanya i Portugal juntes no superaven els 10 milions de persones.
No hi ha consens a considerar que el col·lapse demogràfic de la població original d'Amèrica va ser la causa principal de la seva derrota militar. Cada cas va ser particular. No obstant això, Steven Katz ha dit sobre aquest tema:
| « | Molt probablement es tracta del major desastre demogràfic de la història: la despoblació del Nou Món, amb tot el seu terror, amb tota la seva mort. No obstant això, mai va haver-hi voluntat d'extermini de la població indígena per part dels espanyols, sinó que inicialment el que pretenien era sotmetre a la població per explotar els recursos. Així va ser almenys fins a la promulgació de les Lleis de Burgos i altres drets indians, que mostraven una seriosa preocupació per part de la Corona per protegir dels abusos als indígenes sotmesos. | » |

L'escriptor nord-americà Charles Mann diu que Espanya «no hauria vençut a l'Imperi Asteca si, mentre Cortés construïa les embarcacions, Tenochtitlán no hagués estat arrasada per la verola en la mateixa pandèmia que posteriorment va assolar el Tahuantinsuyu. La gran ciutat va perdre almenys la tercera part de la població arran de l'epidèmia, inclòs Cuauhtlàhuac».
Alguna cosa similar va succeir amb l'Imperi Inca, derrotat per Francisco Pizarro el 1531. La primera epidèmia de verola va ser el 1525 i va matar entre altres a l'Emperador Huayna Cápac, pare d'Atahualpa. Noves epidèmies de verola es van declarar el 1533, 1535, 1558 i 1565, així com de tifus el 1546, grip el 1558, diftèria el 1614 i xarampió el 1618. Dobyns va estimar que el 90% de la població de l'Imperi Inca va morir en aquestes epidèmies.
Autors com Jared Diamond resumeixen les causes de la victòria de Pizarro (paradigma de la conquesta espanyola) en "tecnologia militar basada en armes de foc i acer i cavalls, malalties infeccioses endèmiques a Euràsia, tecnologia marítima europea, l'organització política centralitzada dels Estats europeus, i en l'escriptura".
En aquest últim sentit, Diamond explica que els enganys dels espanyols en els quals van caure Atahualpa i Moctezuma es devien al fet que els espanyols pertanyien a una societat alfabetitzada que, gràcies a l'escriptura, tenia a la seva disposició un enorme corpus de coneixement sobre comportament humà i història. Pel que fa a les afirmacions de Jared Diamond, cal tenir en compte que les societats mesoamericanes havien descobert l'escriptura diversos mil·lennis abans de l'arribada dels espanyols, si bé el sistema d'escriptura era logogràmic (a diferència dels europeus que era alfabètic), el qual era més difícil d'aprendre.

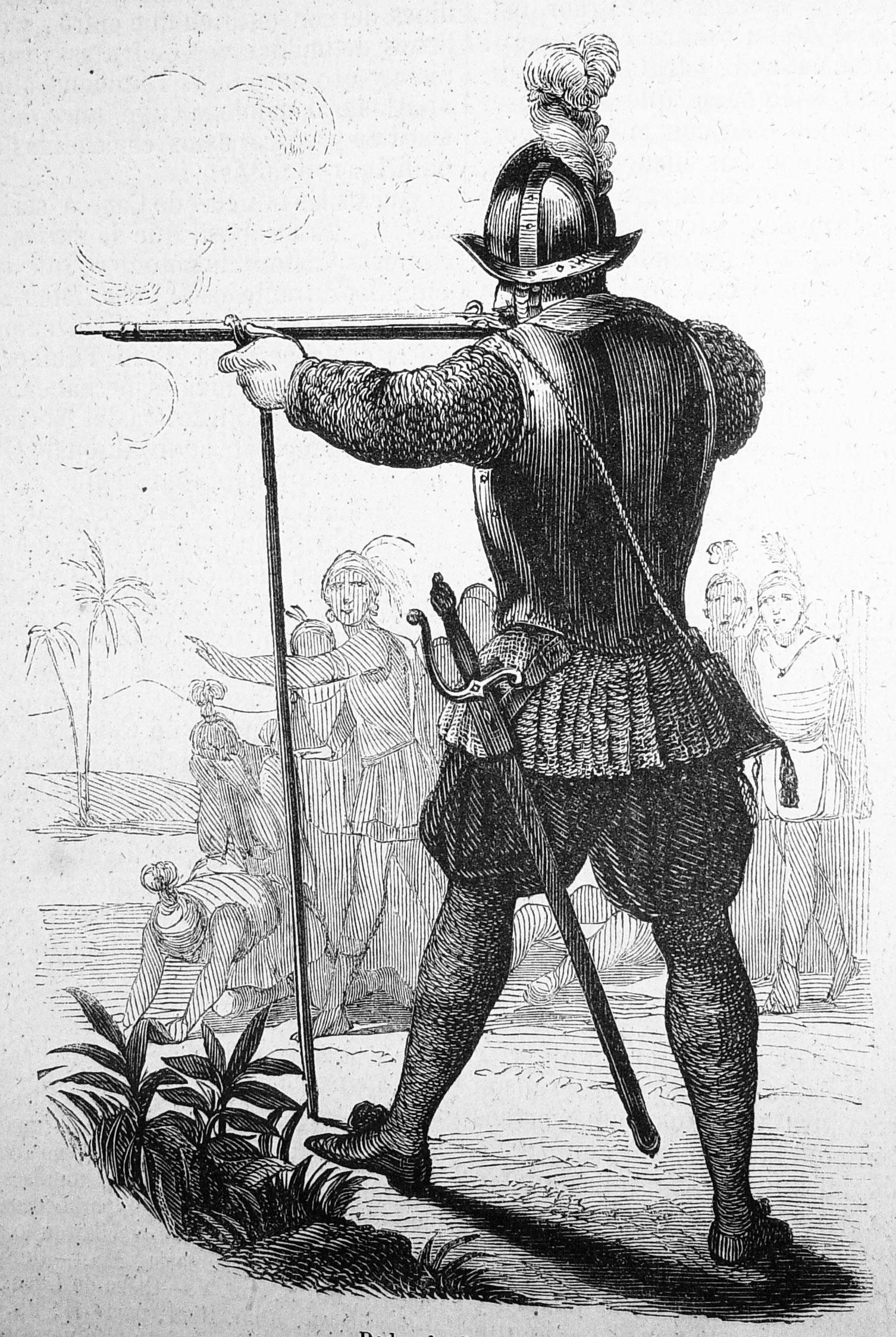
El conqueridor espanyol Pedro de Candía disparant amb un arcabuç de metxa
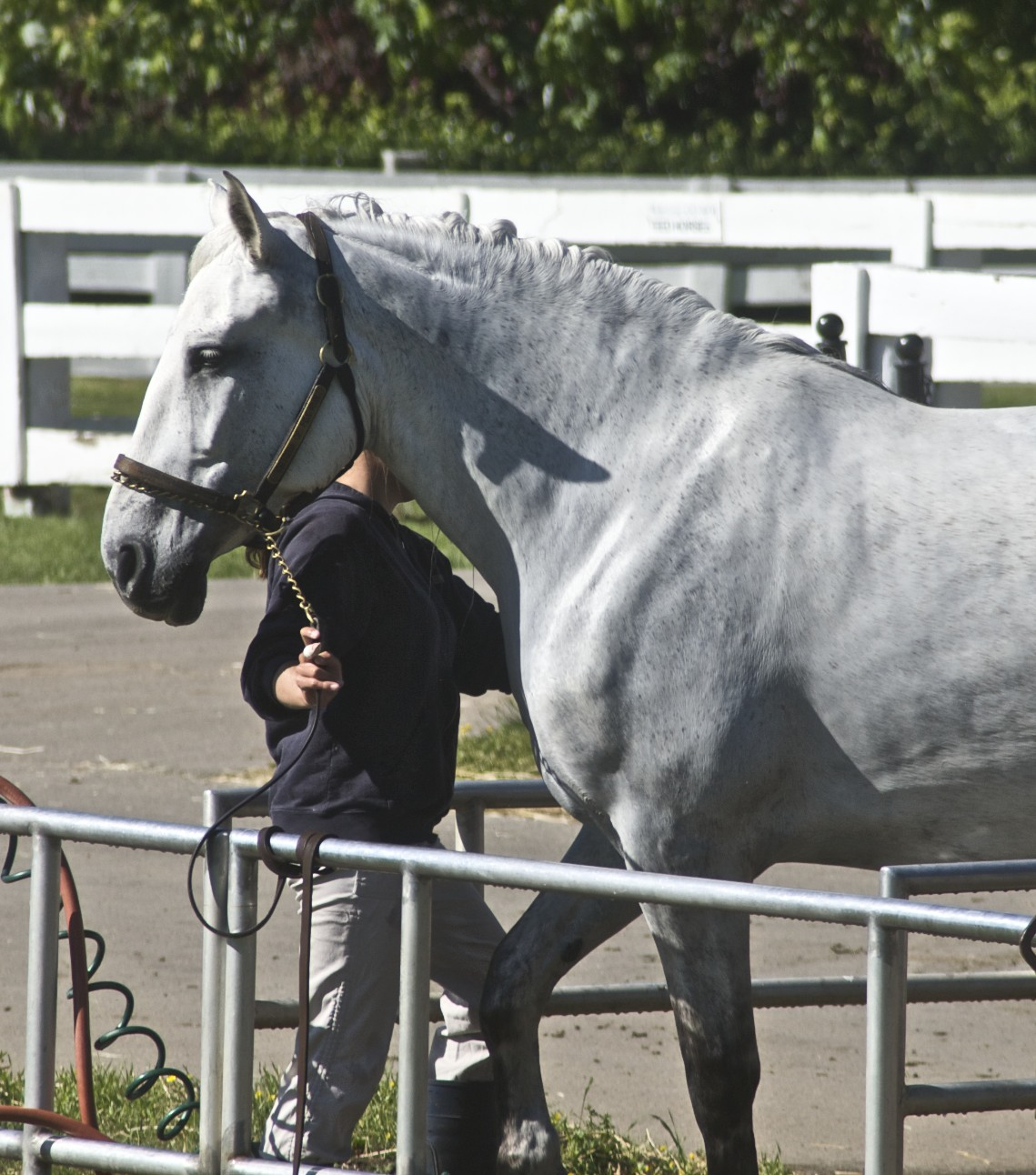
L'ús de cavalls era totalment desconegut pels indis americans. Els cavalls de pura raça espanyols són, a més a més, reconeguts internacionalment per la seva excel·lència

## El repartiment d'Amèrica entre les nacions europees

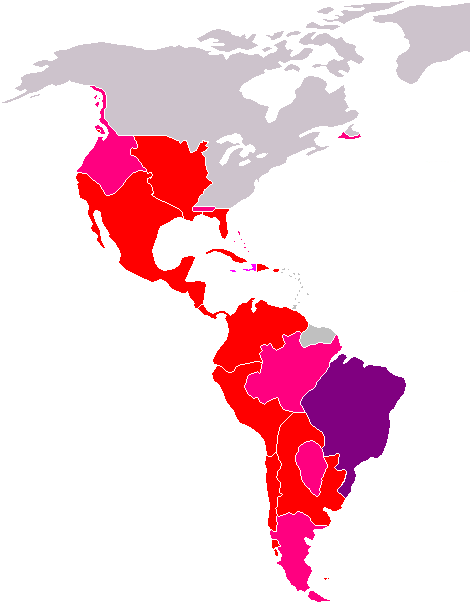
L'Imperi espanyol a Amèrica (en vermell). Territoris reclamats (en rosa).

La colonització europea d'Amèrica s'inicia a la fi del segle xv després que Cristòfor Colom arribés el 1492 amb el mecenatge dels Reis Catòlics. A partir d'aquí, l'Imperi espanyol, l'Imperi Portuguès, l'Imperi Britànic, França i Holanda, van conquerir i van colonitzar el continent, sent l'espanyol l'imperi més extens.
L'Imperi espanyol va ser el primer a realitzar la conquesta, i es van assentar principalment a Amèrica del Nord, Centreamèrica i a l'àrea andina de Sud-amèrica (imperis asteca i inca, respectivament). A Espanya se sumaria poc després Portugal al·legant drets territorials sobre el Brasil en virtut del Tractat d'Alcaçovas, de les Butlles Alexandrines i del Tractat de Tordesillas.
Espanya va ser la potència que major presència colonial va imposar a Amèrica. Va prendre possessió per la força dels dos grans imperis existents a Amèrica en aquest moment. Espanya es va apropiar de tota la Costa Oest d'Amèrica del Nord fins a Alaska i de territoris a l'interior i de la península de Florida, a més de tota Centreamèrica, el Carib i tota Sud-amèrica amb l'excepció d'una zona costanera atlàntica que després va venir a ser el Brasil. En aquesta expansió l'Imperi espanyol derrotaria l'Imperi Asteca i a l'Imperi Inca, a més de presentar batalla i dominar territoris de diferents tribus americanes.
Anglaterra va establir tretze colònies a la Costa est d'Amèrica del Nord i de bona part del Canadà, a més de conquerir a Espanya algunes illes del Carib, com Jamaica.
França va ocupar l'actual Guayana francesa a Sud-amèrica (encara sota el seu domini), Louisiana en el Golf de Mèxic, algunes illes del Carib, i la regió canadenca del Quebec. Al segle xix els espanyols cedirien a França la meitat occidental de l'Espanyola; l'actual Haití.
Holanda va establir colònies a Amèrica del Nord (Nova Amsterdam que després seria Nova York), al nord d'Amèrica del Sud (Guyana holandesa, avui Surinam) i a les illes del Carib (Antilles Neerlandeses i Aruba).